# The Lorax (livro)
The Lorax (título em português: O Lórax) é um livro infantil do escritor americano Dr. Seuss. Publicado em 1971, trata-se uma fábula com mensagem de ambientalismo, em que se explora o tema da ganância de grandes corporativistas que ignoram os danos causados ao meio ambiente. Assim como na maioria dos livros de Dr. Seuss, todos os personagens são originais.

## Enredo
Um garoto visita uma região sombria e poluída longe dos limites de sua vila, onde encontra um velho misterioso, conhecido como Once-ler (em português: Umavez-ildo), cujo rosto é escondido e apenas os braços longos e verdes ficam visíveis. Por um preço medíocre, Umavez-ildo conta ao curioso aventureiro uma história, a qual explica o porquê daquela terra se encontrar naquele estado. Ele narra que, há muito tempo atrás, toda aquela região era uma campina brilhante coberta de árvores chamadas trúfulas, cujas folhas eram coloridas e macias e atraíam fauna típica composta de ursos, peixes e gaivotas. O que causou com que toda essa natureza fosse destruída fora a própria ganância de Umavez-ildo, à época um empreendedor procurando lucrar com a venda de seus "thneeds" - materiais multiuso feitos à base das folhas das trúfulas. Começando com uma pequena loja na região, seus negócios se expandiram ao patamar de uma grande e rica empresa vendendo quantidades exorbitantes de "thneeds". Durante sua trajetória, desde que derrubou sua primeira trúfula, Umavez-ildo fora alertado diversas vezes por Lórax, uma criatura da floresta que falava pelas àrvores, a parar com o que estava fazendo, mas seus alertas foram praticamente ignorados. Ao ponto em que a última trúfula fora derrubada, todos os animais nativos haviam deixado a região devido à alta poluição e não havia mais como Umavez-ildo continuar seus negócios. Lórax, já sem esperanças, abandona o local que outrora detinha uma rica fauna e flora, deixando apenas uma pilha de pedras com a mensagem: "A MENOS QUE", a qual ele não tinha entendido na época. O velho Umavez-ildo termina dizendo ao garoto que naquele momento, depois de todo esse tempo, ele finalmente entendeu a mensagem de Lórax: este queria dizer que, "a menos que alguém se preocupe, a situação não vai melhorar". Umavez-ildo então dá ao garoto a última semente de trúfula e diz que "se ele replantar a floresta inteira de novo, Lórax e seus amigos talvez voltem".

## Adaptação para a televisão
Em 1972, o livro foi adaptado para um especial de animação feito para a televisão. Foi transmitido a primeira vez em 14 de fevereiro de 1972, nos Estados Unidos, pela CBS. Produzido pela DePatie-Freleng Enterprises, produtora de animações famosa pelos desenhos da A Pantera Cor-de-rosa, O Inspetor e A Cobrinha Azul, entre outros. Narrado por Eddie Albert.

## Adaptação para o Cinema
Em 2012, foi lançado um filme sobre o livro e o enredo da serie de TV. O filme expande a história do livro e do especial, inclusive dando um nome para o protagonista, Ted (Zac Efron na dublagem original), e toda uma cidade com diversos personagens foram criados.